# Бабетта идёт на войну
«Бабе́тта идёт на войну́» (фр. Babette s’en va-t-en guerre) — французский художественный комедийный фильм режиссёра Кристиана-Жака с Брижит Бардо в главной роли. Действие фильма происходит в начале Второй мировой войны в оккупированной немцами Франции.

## Сюжет
В начале Второй мировой войны наивная молоденькая девушка Бабетта, со всем своим нехитрым скарбом добирается из провинциального Конфлана в Берк, где собирается устроиться на работу в заведение, оказывающееся борделем. Она воспитывалась в сиротском доме и с 14 лет работала в качестве прислуги. О том, какого рода услуги оказываются в заведении, куда на этот раз она хочет устроиться, Бабетта и не подозревает. Однако в том момент, когда она просит «мадам» пристроить её на работу, публичный дом в полном составе эвакуируется от наступающих немцев на экскурсионном катере. По стечению многих обстоятельств Бабетта вместе с остальными «девушками» оказывается в Англии, где попадает на работу в штаб британской разведки, а потом и во вражеский тыл. Дело в том, что Бабетта оказывается как две капли воды похожей на Хильду, бывшую возлюбленную немецкого генерала фон Аренберга, готовящего план вторжения Германии в Великобританию. Перед Бабеттой и сопровождающим её разведчиком Жераром Кресси-Лозером стоит задача выкрасть генерала вместе со всей важной документацией. Она сразу же соглашается, заявив:  «Чтобы за месяц нельзя было выкрасть немца из Парижа! Это проще, чем быть прислугой!» Вместе с Жераром их на парашюте сбрасывают на территории оккупированной Франции, где она поселяется в отеле, в котором расположено гестапо. Бабетта привлекает для своих целей оберштурмфюрера и шефа парижского гестапо «папашу Шульца», который тоже увидел её сходство с Хильдой и желает погубить при её помощи Аренберга. В недавнем прошлом Шульц был пациентом психиатрической клиники, а на своём посту преследует инакомыслящих, подозревает во всех и каждом врагов и измену: «Никто не любит Гитлера — только гестапо! Но нас мало, остальные — марксисты!» В конечном итоге, Бабетта после целого ряда приключений, великолепно справляется со сложным заданием: Аренберг будет переправлен в Лондон, операция «Морской лев» окажется сорванной, «папаша Шульц» подорвётся на сигарете, а она найдёт свою любовь, став мадам Кресси-Лозер.

## История создания
Сняться в военной комедии Брижит Бардо, знаменитой в то время актрисе, предложил продюсер Рауль Леви, с которым она ранее уже работала. Первоначально он предлагал ей поставить картину в музыкальном фильме «Ночной Париж», съёмки которой должны были проходить в Голливуде, но актриса отказалась. Тогда Леви предложил Бардо поучаствовать в комедийной картине на военную тематику о наивной девушке, ставшей помимо воли участницей движения Сопротивления. Узнав, что в сцене с прыжком из самолёта её заменит дублёрша, Бардо согласилась. Первоначально предполагалось, что фильм должен был поставить бывший муж актрисы — Роже Вадим, с которым Леви поставил несколько фильмов, и в частности «И Бог создал женщину», благодаря которому Бардо прославилась на весь мир. Сценарий ленты должен был написать американский автор, а Вадим должен ему помогать. Однако после провала фильма «Ювелиры лунного света» (1958), Леви решил отказаться от услуг режиссёра, не поставив его об этом в известность. Так же поступила и Бардо, что очень расстроило Вадима, который узнал о происходящем из газет: «Посчитав „Бабетту“ ещё одним нереализованным проектом, я перестал оплакивать судьбу и решил не требовать объяснений у двух моих самых верных друзей». Продюсер привлёк к постановке фильма режиссёра Кристиана-Жака, известного своими экранизациями литературной классики, которому часто ставили в упрёк помпезность многих его картин, что позволило критикам называть его «французским Сессилом Демиллем», также известному пышными театрализованными постановками. Другую картину Кристиана-Жака, «Фанфан-Тюльпан» (1952) с Жераром Филипом в главной роли, критики и зрители сравнивали с картиной «Бабетта идёт на войну», находя в них жанровое, стилистическое и тематическое единство.
В конце 1950-х годов во французском кинематографе ярко заявили о себе молодые режиссёры и актёры, представляющие движение «новая волна», которые открыли новую стилистику и методы работы в кинематографе. По воспоминаниям Бардо, несмотря на то, что в это время ей исполнилось лишь 24 года, она стала ощущать себя «отодвинутой в ряды старых хрычей-рутинёров». В таком же положении оказался и режиссёр Кристиан-Жак, а их общему фильму, по словам актрисы, предстояло выдержать этот «неожиданный натиск». Ситуацию усугубляло также то, что первоначальный сценарий, представленный на одобрение актрисы, она жёстко раскритиковала, что вызвало скандал. По её словам, ознакомившись с текстом «пошлого, неинтересного сценария», она «просто взвыла от ужаса и отчаяния»: «Я отослала его, перечеркнув все листы красным карандашом и написав везде на полях: „Дерьмо!“ На последней странице, где должно было стоять одобрение за моей подписью, я крупно вывела: „Ни за что не буду сниматься в таком дерьме“. И подписалась!» Продюсер фильма Рауль Леви, который хорошо знал характер актрисы, не стал настаивать и принял решение переделать сценарий. С этой целью был приглашён Жерар Ури, который в то время прекратил свою актёрскую карьеру, и был уже известен как сценарист и автор остроумных диалогов. Рауль Леви, Кристиан-Жак и Жерар Ури существенно переработали сценарий за короткое время. В получившейся версии сценария образ Бабетты претерпел значительные изменения, превратившись в «простушку-победительницу». Кроме того, изменениям подверглись и образы других персонажей, на роли которых уже были подобраны актёры. По мнению Бардо, наиболее значительную роль в улучшении сценария сыграл именно Жерар Ури: «если бы не он, фильм вряд ли бы состоялся, с моим участием уж точно!» В названии фильма обыгрывается французская песня «Мальбрук в поход собрался», и таким образом, ближе к французскому оригиналу его название передавать как не «Бабетта идёт на войну», а по ироничному замыслу его авторов — «Бабетта в поход собралась».
Во время работы над фильмом Бардо познакомилась с Жаком Шарье, и скоро между ними начался роман. Начинающий актёр был сыном полковника французской артиллерии и хорошо подходил на свою роль. Леви и Бардо видели театральные работы Шарье, а его первой работой в кинематографе стало участие в картине классика французского кинематографа Марселя Карне «Обманщики» (1958). Продюсер решил, что актёр может зарекомендовать себя на экране «как благодаря таланту, так и броской внешности», а пресса пророчила ему славу «нового Жерара Филипа». При этом, первоначально продюсер фильма считал актёра не главным претендентом на роль партнёра Бардо, однако, после того как Дэвид Нивен отказался от участия в этом проекте, Шарье был утверждён.
Съёмки проходили в Лондоне, Сете и Париже, причём в столице Англии актриса, под пристальным вниманием папарацци, проживала в отеле «Маунт Ройял» вместе с Шарье. В обстановке «повального помешательства», вызванного интересом к её персоне, администрация отеля отремонтировала номер-люкс, где должна была проживать Бардо, пышно оформив его интерьер. Командир базы Королевских военно-воздушных сил в Абингдоне, где на выходных должны были пройти съёмки, к удивлению части объявил, что впервые за всю его продолжительную военную карьеру военнослужащие отказались от увольнительных. Понимая, что недостаток актёрского мастерства актрисы препятствует созданию на экране более глубокого образа, а также ориентируясь на жанровые особенности гротескно-комедийного фильма, режиссёр не стал пытаться улучшить мастерство Бардо, драматически усложняя её роль и навязывая своё видение, а предоставил ей свободу быть самой собой в установленных сценарием ситуациях. Такую установку она охотно приняла и следовала ей во время съёмок. Сам Кристиан-Жак позже говорил, что он стремился использовать в постановке не актёрские возможности Бардо, а наоборот, все недостатки — манеру произношения, движения, походку и т. д.
Через три месяца после начала отношений с Шарье актриса забеременела, от чего она, по собственному признанию, не была в восторге. Со слов биографа Бардо Ива Биго, «актриса так любила своё тело, что беременность её тревожила и беспокоила, но Шарье мечтал о ребёнке и убедил её родить». В своих воспоминаниях она писала, что уже будучи беременной принимала участие в съёмках трюковой ленты: «Чего я только ни вытворяю в этом фильме: езжу верхом, летаю на самолёте и прыгаю с парашютом, перемахиваю через стены и падаю ничком там и сям. Я просто изнемогала. Но если я изнемогала, то как же чувствовал себя зародыш, угнездившийся, возможно, в моём животе? Уж я возьму его измором — в этом возрасте они, наверно, не очень-то выносливы». Когда она окончательно поняла, что беременна, она всё равно вынуждена была заканчивать фильм, который она характеризует, как «веселый и очаровательный». Несмотря на то, что актриса подумывала об аборте, она всё-таки решила оставить ребёнка. С целью упредить прессу и избежать скандала, Бардо и Шарье решили пожениться. Свадьба состоялась 18 июня 1959 года в мэрии Лувесьена, а их брак продлился до 1962 года.

## В ролях
| Актёр           | Роль                          |
| --------------- | ----------------------------- |
| Брижит Бардо    | Бабетта                       |
| Жак Шарье       | Жерар                         |
| Франсис Бланш   | оберштурмфюрер «папаша Шульц» |
| Ханнес Мессемер | генерал фон Аренберг          |
| Рональд Ховард  | полковник Фицпатрик           |
| Ив Винсан       | капитан Дарси                 |
| Пьер Бертен     | герцог Эдмон де Креси-Лозер   |
| Вивьен Госсе    | Элен де Креси-Лозер           |
| Мона Гойя       | мадам Фернан                  |
| Ноэль Роквер    | капитан Гюстав Бремон         |
| Гюнтер Мейснер  | гестаповец                    |
| Михаэль Крамер  | Хайнрих                       |
| Жан Карме       | Антуан                        |
| Рене Авар       | Луи                           |
| Робер Берри     | сержант Хилл                  |

## Приём и критика
После выхода в сентябре 1959 года фильма на экраны, он вызвал дискуссию и подвергся критике по поводу своей темы, совместимости или несовместимости фарсовой комедии с историей, связанной со Второй мировой войной, немецкой оккупацией, Сопротивлению. В этом отношении, особенно сильно критическая направленность против картины проявилась в советской прессе тех лет.  В качестве типичной оценки, выражающей данную точку зрения, можно привести мнение критика газеты «Советская культура»: «Фильм уж очень благодушен по отношению к жестокому врагу, слишком уж ощутим в нём дух всепрощения». Ему вторит рецензент из газеты «Орловский комсомолец»: «Война, по понятиям французских кинематографистов, увеселительная  прогулка… Режиссёр Кристиан-Жак заходит так далеко, что делает вывод: мол-де, победа Франции в руках Бабетты…»
Также критика отмечала тематическое и стилистическое сходство между «Бабеттой» и другой известной работой режиссёра — фильмом «Фанфан-Тюльпан», причём сравнение оказывалось не в пользу первой картины. Критика даже окрестила картину с участием Бардо «женским вариантом „Фанфана“». Так, в обоих фильмах героями оказывались люди из народа, которые среди военных действий попадают в самые невероятные, непредсказуемые авантюры и положения, при этом умудряясь с юмором и элегантностью выходить из самых различных ситуаций победителями. Обоих персонажей фильмов Кристиана-Жака сближает также то, что в финале их ждёт долгожданная награда — рука любимого (любимой). По наблюдению советского киноведа А. Брагинского, если персонаж Филипа благодаря его выдающейся игре стал узнаваем и близок зрителю, то героиня Бардо выступает в фильме фигурой скорее условной, а её действия во время немецкой оккупации «воспринимаются как определенные правила игры». Она предстала на экране, прежде всего, существом инородным, непонятно каким образом оказавшимся в данной конкретной обстановке. По мнению того же автора,  если актрисе и удалось несколько позже проявить свои актёрские данные в картинах режиссёров Жоржа Клузо «Истина» (1960) или Луи Маля «Частная жизнь» (1961), то это было вызвано непосредственным совпадением личности актрисы и характера её героинь. В картине «Бабетта идёт на войну» она предстала в образе мифического существа, явив на экране «плод воображения авторов, наделённый типичными чертами Бардо». Критик В. Владимиров из журнала «Советский экран» отмечал, что если Фанфан-Тюльпан в исполнении Жерара Филипа предстал на экране как полнокровный, народный по своей сути образ, то героиня Бардо — это «пустое место»: «Потеряв народную основу центрального персонажа, фильм Кристиан-Жака утратил лучшие черты комедийного дара автора».    
По мнению автора из французского кинематографического издания «Cinema-59», фактически «Бабетта идёт на войну» представляет собой «пошлый, плохо сделанный и наиболее скучный фильм» режиссёра. Он также является «лебединой песней» непродолжительной и шумной карьеры продюсера и сценариста Рауля Леви. Однако со временем отношение к картине постепенно менялось, и он стал восприниматься более взвешенно. Так, уже в 1964 году советский киновед Б. Трайнин отмечал, что чрезмерно строгая критика напрасно воспринимает фильм как малоинтересное кинопроизведение. По его мнению, эта антифашистская комедия стала важным этапом в утверждении Бардо как актрисы. Сыграв в этом фильме, она сумела доказать, что может достойно исполнять роли, не обязательно «сдобренные сексом», посрамив критические отзывы о степени и глубине своего актёрского таланта. И. С. Соловьёва выделяет, что темой картины является показ войны как безумия — «это сумасшествие, свистопляска, „пожар в публичном доме“».

## В культуре
- Несмотря на критику в советской печати, лента пользовалась успехом у публики и номинировалась на главный приз первого Московского международного кинофестиваля. Это был первый фильм с участием Бардо, официально показанный в СССР[12][13].
- Благодаря этому фильму распространилась мода (особенно в СССР) на женскую причёску «бабетта» («а-ля Брижит Бардо»).
- Словарями зафиксировано, что названия таких французских фильмов, как «Фантомас разбушевался» и «Бабетта идёт на войну» употребляются в русском языке в переносном значении[14].